# Pelayos de la Presa
Pour les articles homonymes, voir Pelayo (homonymie).
Pelayos de la Presa est une commune de la communauté de Madrid, en Espagne.